# The Blood
The Blood – oi!/punk-группа, образованная в Лондоне в 1982 году (первоначально под названием Coming Blood) и первое время работавшая с Гарри Бушеллом, взявшим на себя функции менеджера. Основателями The Blood были Cardinal Jesus Hate (настоящее имя – Билл Сайкс) и JJ Bedsore (Джей Джей Мэнсон). Первый из них в течение многих лет оставался единственным постоянным участником коллектива; второй скончался в 2004 году после тяжелой болезни (связанной  с последствиями алкоголизма). В основе своей hardcore/oi!-группа, The Blood использовали в своей музыке элементы шок-рока и хэви метал; один из критиков определил их как «среднее между Sex Pistols, Alice Cooper и Motorhead». Дебютный альбом False Gestures For A Devious Public (1983) поднялся до #5 в UK Indie Album Charts и был признан журналом Sounds одним из лучших альбомов 1983 года.
В 2007 году Билл 'Кардинал' Сайкс реорганизовал группу в форме акустического трио и выпустил концептуальный альбом punk@theopera (об авторитарной секте, связанной с мафией, торгующей людьми).

## Дискография

### Альбомы
- False Gestures For A Devious Public (1983, Noise Records, #5 ; перевыпущен в 2005, на Captain Oi!)
- Se Parare Nex (1985)
- Smell Yourself (1995)
- punk@theopera (2008)

### Синглы, EPs
- Megalomania EP (1983) #6 (UK Indie Charts)
- Stark Raving Normal (1983) #20
- Fabulous As Usual EP (1996)
- Boots (1997)
- Kill The Pimps (2007)